# Монастир святого Миколая (Завалів)
Монастир святого Миколая в Завалові — василіянський монастир, що існував у XVII—XVIII ст. на території Завалова (нині Підгаєцького району Тернопільської області) на горі Кам'яна Гора.

## Легенда
За легендою, на Кам'яній Горі  воєвода Роман був оточений і атакований протягом трьох днів половцями. Вночі він, лежачи хрестом на землі, молився перед образом святого о. Миколая, якого завжди возив із собою. І ось в ясному сяйві з'явився йому святий Миколай і сказав: «Встань, звільнися з кайданів, розпочни битву і переможеш!». Він послухався і переміг, а на Кам'яній Горі, за валом, де йому з'явився св. Миколай, велів збудувати церкву його імені  і віддав її монахам чину св. Василія Великого під опіку. Образ св. Миколая залишив у тій церкві, і після закриття монастиря та знищення церкви, його перенесено до церкви св. Архистратига Михаїла і св. Миколая у Завалові, де він і досі зберігається за престолом.

## Історія

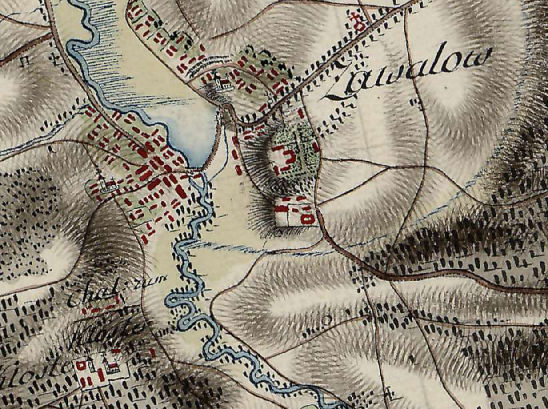
Зображення монастиря (в лівому нижньому куті) на мапі фон Міґа XVIII століття

Монастир був заснований 1614 року, але вже наприкінці XVII століття згорів. У «Шематизмі» о. Василіян з 1867 року читаємо, що «монастир відновив Александер Ян Яблоновський передаючи його у 1721 року в руки о. Сильвестра Тарасовича (постриженець Грабовський), ігумена монастиря, надавши йому привілеї, які перед тим надав його батько, і хоч вони з часом втратили чинність, то вже давно до цього монастиря належали». Тоді він також надав такі самі права на капличку при дорозі до Горожанки, де монахи тимчасово жили після спалення монастиря.
У 1739 року монастир увійшов до складу Свято-Покровської конгрегації Василіянського Чину, а на капітулі в Дубно (1743) став частиною василіянської провінції Покрови Пресвятої Богородиці.
Папа Климент XIII 1762 року видав декрет, що всім, хто у визначений ординатором день відвідає церкву святого о. Миколая на Кам'яній Горі у містечку Завалові та виконає відповідні релігійні практики, будуть відпущені гріхи. Тут  відбувалися щоденні відпусти, від 22 травня до 7 липня щороку. Ще до Другої світової війни відбувалися величаві відпусти в Завалові на «теплого Миколая».
1764 року до Завалівського монастиря було приєднано монастир святого Онуфрія в Литвинові.
Монастир і церква на Кам'яній Горі не були самозабезпеченими, хоча мали вони близько 100 моргів поля та стільки ж лісу, та австрійський цісар Йосиф II наказав монастир закрити. Землю забрала держава, а майно монастиря було передано до інших монастирів чину Василія Великого. Два великих дзвони перевезено до монастиря в Бучачі. Один із них був там ще до війни. Він мав напис «Сей дзвон до монастиру Завалова року Божія 1613». З одного боку був на ньому відлитий образ розп'ятого Ісуса Христа, а з другого — образ Матері Божої. Другий великий дзвін був пошкоджений,  отже його мусили наново відливати.
До 1711 року ігуменом монастиря був Сильвестр Тарасевич, якого у 1715 році призначили ігуменом Жизномирського монастиря Преображення Господнього у селі Жизномир.
Монастир святого Миколая в Завалові був скасований владою Габсбургів 1793 року.

## Ігумени монастиря
- 1687 — о. Вишновецький
- 1700—1724 — о. Сильвестр Тарасевич
- 1754 — о. Теодор Долинський
- 1762—1763 — о. Пахомій Негребецький
- 1764—1765 — о. Порфирій Баранкевич
- 1766 — о. Йосафат Сєдлецький
- 1769—1770 — о. Матковський
- з червня 1773 — о. Леон Заславський
- з квітня 1775—1777 — о. Теофан Душинський
- 1778 — о. Сильвестр Грегорович
- 1780 — о. Антоній Смеречинський
- листопад 1782 — червень 1783 — о. Тадей Лашкевич
- червень 1783 — липень 1786 — о. Авксентій Дубнецький
- липень 1786 — квітень 1788 — о. Гераклій Білкевич
- квітень 1788 — листопад 1789 — о. Себастіян Фризінський
- листопад 1789 — травень 1793 (ліквідація монастиря) — о. Іполит Ленкевич[4]

## Ченці монастиря
- 1754 рік[5].
  - о. Теодор Долинський, настоятель
  - о. Йосафат Зелінський
  - о. Амброзій Мальковський
  - о. Северіян Бойнєвич
  - о. Йосиф Томчинський
  - о. Іринарх Тихович
  - о. Геннадій Онсаковський

- 1776 рік[6].
  - о. Теофан Душинський, настоятель
  - о. Теодозій Долинський, вікарій, сповідник
  - о. Ґедеон Іваницький, до Служби
  - о. Йоаникій Козловський, захристіянин
  - бр. Олексій Карчевський, по дому